# Alain Deselle
 (juillet 2015).
 (octobre 2012).
Alain Deselle est un sportif français. Il a combattu en muay-thaï, full-contact, kick-boxing et free-fight en Asie, aux États-Unis et en Europe.

## Biographie
Alain Deselle pratique les arts martiaux depuis 1977. Après 5 années de pratique martiale, il s’installa à Hong Kong et participa aux internationaux de free-fight pendant 2 ans[réf. nécessaire]. Ces compétitions l’amenèrent à pratiquer différentes disciplines complémentaires telles que la boxe anglaise, la boxe américaine full-contact, le muay-thaï et le kung-fu de manière à devenir le plus complet possible. Il s'installe ensuite à Los Angeles, pour perfectionner son kick-boxing auprès de Benny Urquidez.
Coach d’athlètes de niveau international en MMA en Europe, il enseigne également le jeet kune do dans sa version self-défense plein contact à Saint-Honoré au Québec.

## Grades
- Ceintures noires de kick-boxing 3e degré (France), de kung-fu full-contact 3e dan (Hong Kong), de kung-fu (France), de boxe américaine full-Contact.
- Ceinture marron de kick-boxing (École Urquidez, USA).
- Instructeur fédéral de kick-boxing, de muay-thaï, de kung-fu et de jeet kune do.